# Coupe du Portugal de football 1963-1964
Navigation
1962-1963 1964-1965

La Coupe du Portugal de football 1963-1964 est la 24e édition de la Coupe du Portugal de football, considéré comme le deuxième trophée national le plus important derrière le championnat. 
La finale est jouée le 5 juillet 1964, au stade national du Jamor, entre le Benfica Lisbonne et le FC Porto. Le Benfica remporte son douzième trophée en battant le FC Porto 6 à 2. Le Benfica réussit le doublé coupe-championnat cette saison, le FC Porto se qualifie pour la Coupe d'Europe des vainqueurs de coupe de football 1964-1965 en tant que finaliste de la Coupe nationale.

## Finale
| 5 juillet 1964 | Benfica Lisbonne | 6 - 2   | FC Porto | Stade national du Jamor     |                             |
|                |                  | (3 - 1) |          | Arbitrage : José Rosa Nunes | Arbitrage : José Rosa Nunes |
|                | Feuille de match |         |          | Arbitrage : José Rosa Nunes | Arbitrage : José Rosa Nunes |